# Justin Wright-Foreman
Pour les articles homonymes, voir Wright et Foreman.
Justin Jamel Wright-Foreman, né le 27 octobre 1997 dans l'arrondissement du Queens à New York, est un joueur américain de basket-ball évoluant au poste de meneur.

## Biographie
Justin Wright-Foreman est drafté au second tour en 53e position de la draft 2019 de la NBA par le Jazz de l'Utah.
Le 17 juillet 2019, il signe un contrat two-way avec le Jazz de l'Utah pour la saison à venir.
En avril 2021, Wright-Foreman s'engage avec la Chorale Roanne Basket, en première division française, jusqu'à la fin de la saison en cours.